# ラプラタ郡 (コロラド州)
ラプラタ郡（英: La Plata County）は、アメリカ合衆国コロラド州南西部に位置する郡である。人口は5万5638人（2020年）。郡庁所在地はデュランゴであり、同郡で人口最大かつ唯一の都市である。郡名はラプラタ川およびラプラタ山脈に因んでおり、ラプラタとはスペイン語で銀を意味している。ラプラタ郡の全体がデュランゴ都市圏を構成している。
郡内には、アナサジ文化のバスケットメイカー第2期の標式遺跡であるデュランゴ岩窟考古学遺跡がある。

## 地理
アメリカ合衆国国勢調査局に拠れば、郡域全面積は1,699.93平方マイル (4,402.8 km2)であり、このうち陸地は1,692.15平方マイル (4,382.6 km2)、水域は7.78平方マイル (20.2 km2)で水域率は0.646％である。

### 隣接する郡
- サンファン郡 - 北
- ヒンズデール郡 - 北東
- アーシュレタ郡 - 東
- サンファン郡 (ニューメキシコ州) - 南
- モンテズマ郡 - 西
- ドロレス郡 - 北西

## 人口動態
以下は2000年国勢調査による人口統計データである。
| 基礎データ - 人口: 43,941人 - 世帯数: 17,342 世帯 - 家族数: 10,890 家族 - 人口密度: 10人/km2（26人/mi2） - 住居数: 20,765軒 - 住居密度: 5軒/km2（12軒/mi2） 人種別人口構成 - 白人: 87.31% - アフリカン・アメリカン: 0.31% - ネイティブ・アメリカン: 5.78% - アジア人: 0.40% - 太平洋諸島系: 0.05% - その他の人種: 3.90% - 混血: 2.25% - ヒスパニック・ラテン系: 10.40% 年齢別人口構成 - 18歳未満: 22.7% - 18-24歳: 13.9% - 25-44歳: 29.0% - 45-64歳: 25.1% - 65歳以上: 9.4% - 年齢の中央値: 36歳 - 性比（女性100人あたり男性の人口） - 総人口: 103.6 - 18歳以上: 103.1 | 世帯と家族（対世帯数） - 18歳未満の子供がいる: 29.6% - 結婚・同居している夫婦: 49.9% - 未婚・離婚・死別女性が世帯主: 8.7% - 非家族世帯: 37.2% - 単身世帯: 24.8% - 65歳以上の老人1人暮らし: 6.1% - 平均構成人数 - 世帯: 2.43人 - 家族: 2.92人 収入と家計 - 収入の中央値 - 世帯: 40,159米ドル - 家族: 50,446米ドル - 性別 - 男性: 32,486米ドル - 女性: 24,666米ドル - 人口1人あたり収入: 21,534米ドル - 貧困線以下 - 対人口: 11.7% - 対家族数: 6.7% - 18歳未満: 9.3% - 65歳以上: 7.7% |

## 町
- デュランゴ - 郡庁所在地
- ベイフィールド
- ボンダド
- ブリーン
- ファルファ
- ジェムビレッジ
- ハーモサ
- ヘスペラス
- イグナチオ
- オックスフォード
- レッドメサ
- テキファニー

## 国有林と原生地
- サンフアン国立の森
- ウェミヌチェ原生地

## 国立歴史地区
- デュランゴ・シルバートン狭軌鉄道国立歴史地区

## トレイル
- コロラド・トレイル
- オールド・スパニッシュ・トレイル国立歴史道

## 自転車道
- グレートパイクス自転車道

## 景観道路
- サフアン・スカイウェイ国立景観側道